# José Juan Barea
José Juan "J.J." Barea Mora (Mayagüez, Portoriko, 26. lipnja 1984.) je portorikanski košarkaš. Igra na poziciji razigravača te nastupa za NBA momčad Dallas Mavericks. Nakon sveučilišne karijere gdje je igrao za Northeastern University, Barea je kraće razdoblje igrao za portorikanski klub Cangrejeros de Santurce prije nego što je 2006. potpisao za Dallas Mavericks. Time je postao sedmi košarkaš iz Portorika koji je zaigrao u NBA-u. Igrač je s Dallasom 2011. osvojio naslov NBA prvaka.
José Juan Barea je član portorikanske košarkaške reprezentacije s kojom je 2006. i 2010. osvojio naslov prvaka Srednjoameričkih i karibskih igara. S Portorikom je igrao i u finalu Pan američkih igara 2007. godine.

## Karijera
José Barea je sin Jaime Bareje i Marte More. Rođen je i odrastao u Mayagüezu gdje je živio do 17. godine. Nakon toga se preselio u Miami gdje se pridružio programu Miami Tropics kojeg su organizirali Arturo Álvarez i Miguel Mercado. U sklopu programa, Barea upisuje Miami Christian School gdje je igrao za srednjoškolsku momčad. Sa školom je osvojio naslov Class 1A state te je imao prosjek od 24,8 koševa po utakmici. Zbog toga je uvršten u Florida’s All-State Team te mu je dodijeljena nagrada Miami-Dade's za igrača godine.
Završetkom srednje škole, Barea upisuje sveučilište Northeastern University koje je pohađao od 2002. do 2006. Tijekom prve sezone (2002./03) igrač je imao prosjek od 17 koševa po utakmici čime je bio treći najbolji na američkom istoku. Također, uvršten je u momčadi America's East All-Rookie Team, All-Tournament Team te All-Conference Third Team. Sljedeće sezone igrač je povećao prosjek koševa na 20,7. Tijekom posljednje godine studija dodijeljena mu je CAA nagrada za igrača godine te je bio treći najbolji asistent na Floridi (8,4 asistencija po utakmici).
Završetkom studija Barea je nastupio na turniru Portsmouth Invitational Tournament u Virginiji gdje je imao prosjek od 15 koševa, 13,6 asistencija te 5,6 skokova po utakmici. Igrač je kroz tri utakmice postavio rekord turnira s ukupno 41 asistencijom. Zbog tog uspjeha Barei je dodijeljena nagrada Allen Iverson Award.
José Barea završetkom školovanja 2006. kratko igra za portorikansku momčad Cangrejeros de Santurce za koju je odigrao devet utakmica. Igrač je pri tome ostvario prosjek od 10,4 koševa, 2,8 skokova i 2,7 asistencija.

### NBA karijera

#### Dallas Mavericks

##### Sezona 2006./07.
Završetkom sveučilišne karijere, Bareu su skauti opisivali kao kao nadarenog skakača (u odnosu na svoju visinu) te fleksibilnog strijelca. Tako se Barea 2006. prijavio na NBA Draft ali niti jedan klub ga nije draftirao. Tijekom ljeta je nastupao na Ljetnom NBA prvenstvu u Las Vegasu za Golden State Warriors. Također, nastupao je i za Dallas Mavericks na turniru Rocky Mountain Revue gdje je u tri utakmice imao prosjek od 12 koševa, 6,7 asistencija i 1,7 skokova te je u prosjeku igrao 25 minuta.
30. listopada 2006. igrača u svoje redove dovodi Dallas Mavericks koji ga je uvrstio na roster za sezonu 2006./07. Ugovorom mu je osigurano 400.000 USD za jednu godinu. Za momčad je debitirao 4. studenog 2006. kao Dallasov drugi razigravač.
17. siječnja 2007. Barea prelazi u Fort Worth Flyers iz NBA Development League. Za privremeni klub je odigrao osam utakmica prije nego što se 1. veljače 2007. vratio u matični Dallas Mavericks. Povratkom u Dallas, Barea je postigao prvu tricu u NBA-u 12. ožujka 2007. u utakmici protiv Golden State Warriorsa. Dva dana kasnije postigao je prvu blokadu (Leandro Barbosa) u meču protiv Phoenix Sunsa. Pri kraju regularne sezone trener mu je davao veću minutažu u igri.
Prvi veći rezultat igrač je postigao 11. travnja 2007. protiv Minnesote Timberwolves gdje je u 23 minute igre postigao 13 koševa uz po tri asistencije i skoka. U sljedećoj utakmici protiv Utah Jazza igrao je 24 minute te povećao svoj rekord postigavši 16 koševa.
17. travnja 2007. igrač je protiv Golden State Warriorsa prvi puta igrao u početnom sastavu te je u 31 minuti igre postigao 13 koševa i 10 skokova čime je ostvario prvi double-double u NBA-u.
U ljeto 2007. Barea je sudjelovao u Ljetnoj NBA ligi gdje su uz njega nastupali i klupski suigrači Maurice Ager te Pops Mensah-Bonsu. Barea je uvršten u All-Star momčad zbog prosjeka od 14,4 koševa, 6,2 asistencije te 3 skoka po utakmici. Igrač je kroz koševe i asistencije vodio svoju momčad do rekorda od pet pobjeda u pet utakmica.

##### Sezona 2007./08.
Barea je sezonu završio s prosjekom od 4,3 koša i 1,3 asistenciea po utakmici. Nakon ozljede Devina Harrisa, portorikanski košarkaš je nastupao u startnoj petorci kao razigravač. U svojoj prvoj utakmici sezone protiv Milwaukee Bucksa, igrač je postigao 25 koševa. Te sezone Barea je prvi puta igrao u utakmici NBA play-offa protiv New Orleans Hornetsa gdje je postigao osam koševa.

##### Sezona 2008./09.
Tijekom sezone 2008./09. postala je sve izraženija Bareina uloga u momčadi. Nakon što su se ozljedili Jerry Stackhouse, Josh Howard i Jason Terry, igrač je dobio veću minutažu nego u bilo kojoj prethodnoj sezoni. Tako je trener Rick Carlisle u ofenzivnoj liniji počeo koristiti Bareu, Jason Kidda te Jasona Terryja.
20. veljače 2009. Barea je protiv Houston Rocketsa postigao najviše koševa karijere u jednoj NBA utakmici - 26.
Tijekom prvog kruga play-offa, Barea je protiv San Antonio Spursa prvi puta startao u startnoj petorici, zamijenivši Antoinea Wrighta. Tada je postigao 13 koševa i 7 asistencija.

##### Sezona 2009./10.
Barea je u sezoni 2009./10. imao prosjek od 7,6 koševa i 3,3 asistencije ulazeći u igru većinom s klupe.

##### Sezona 2010./11.
U lipnju 2010. Dallas Mavericks potpisuje ugovor s Bareom za sezonu 2010./11. vrijedan 1,8 milijuna USD. Igrač je imao prosjek od 9,5 koševa te 3,9 asistencija. U utakmici protiv Milwaukee Bucksa igranoj na novu godinu, igrač je postigao novi osobni rekord s najviše postignutih koševa po utakmici - 29 koševa.
Dallas se u play-offu susreo s Los Angeles Lakersima koji su bili branitelji naslova. U drugoj utakmici serije, Barea je postigao 12 koševa što je rezultiralo pobjedom Mavericksa od 93:81. Tijekom zadnjih 24 sekundi, Bareu je fizički napao Ron Artest zbog čega je Artest suspendiran. Završetkom utakmice, trener Lakersa, Phil Jackson je pohvalio odličnu igru Joséa Baree uspoređujući ga s Kobeom Bryantom i Chrisom Paulom te komentirajući njegovu igru riječima: "Barea nas je razbio".
U posljednjoj utakmici serije, Dallas Mavericks je pobijedio Lakerse koji su time eliminirani iz daljnjeg natjecanja. Barea je u toj utakmici postigao 22 koša i 8 asistencija. Također, igrača je u toj utakmici Andrew Bynum nešportski udario laktom zbog čega je odmah isključen iz igre. Iako se Barea oporavio od udarca i ušao u igru, prekršaj je nazvao opasnim. Andrew Bynum je kasnije uputio službenu ispriku Barei te košarkaškoj ligi. Također, Bynum je suspendiran u sljedećih pet utakmica naredne sezone.
Mavericksi su u konačnici osvojili NBA prvenstvo pobijedivši u zadnjoj i odlučujućoj utakmici Miami Heat rezultatom 105:95 a José Barea je pridonio postigavši 15 koševa. Time je igrač postao tek drugi Portorikanac u povijesti koji je osvojio NBA prvenstvo (prvi je bio Butch Lee).

#### Minnesota Timberwolves

##### Sezona 2011./12.
Nakon što je s Dallasom osvojio naslov NBA prvaka, Barea je postao slobodan igrač. Nakon toga su započeli pregovori a Mavericksi su igraču ponudili jednogodišnji ugovor koji je on odbio. U jednom interviewu je izjavio "da je razočaran ponudom".
12. prosinca 2011. objavljeno je da je José Barea potpisao četverogodišnji ugovor s Minnesota Timberwolvesima. Prema nekim izvorima, vrijedost ugovora iznosi 19 milijuna USD. Sam klub je službeno potpisao s igračem 14. prosinca 2011.
U prvoj utakmici za novi klub, Barea je postigao 14 koševa te po dvije asistencije i skoka u 27 minuta igre. Igrač je propustio nekoliko utakmica u sezoni zbog ozljede lakta.
23. ožujka 2012. igrač je postigao prvi triple-double u karijeri (25 koševa, 10 skokova i 14 asistencija) u 149:140 porazu od Oklahoma City Thundera.

##### Sezona 2012./13.
U rujnu 2012. komesar NBA lige David Stern odlučio je pooštriti kazne za simuliranje te tako unijeti dodatnu čvrstinu igrama na parketu. Naime, simuliranje prekršaja, u SAD-u poznato kao flopping, sve je češća praksa u NBA ligi, te su ju javno kritizirali treneri, bivši košarkaši i športski novinari. Zanimljivo je da mnogi smatraju Vladu Divca začetnikom ovog trenda u NBA ligi. Prema novom pravilu o simuliranju igrač koji odglumi prekršaj u napadu prvi put dobije opomenu. U slučaju da to ponovi, mora platiti novčanu kaznu u visini od 5000 USD, a zatim svako novo ponavljanje 10.000, 15.000 i 30.000 USD.
Tako su J.J. Barea i Donald Sloan postali prvi igrači u ligi koji su opomenuti prema novom pravilu o simuliranju. U Bareinom slučaju, portorikanski igrač je u susretu protiv Sacramento Kingsa pretjerao u glumljenju nakon sudara s Jimmerom Fredetteom, uzdignuvši ruke u zrak s teturanjem unazad.

##### Sezona 2013./14.
Tijekom nove sezone, Barea je uglavnom bio zamjena Španjolcu Rickyju Rubiju. U siječnju 2014. klupska zvijezda Kevin Love je indirektno kritizirala suigrače Bareu i Dantea Cunninghama zbog njihova ponašanja tijekom time-outa. Igrač je tu sezonu završio s prosjekom od 8,4 koševa i 3,8 asistencija.

#### Dallas Mavericks

##### Sezona 2014./15.
Igrač se vratio u teksaški klub 29. listopada 2014. potpisavši ugovor s Mavericksima. Svoju prvu utakmicu za novo-staru momčad imao je već sljedeći dan u susretu protiv Utah Jazza gdje je ostvario po četiri poena i skokova te tri asistencije u pobjedi od 120:102.

### Reprezentativna karijera
Barea je najprije zaigrao za portorikansku U19 reprezentaciju s kojom je nastupio na Svjetskom U19 prvenstvu na kojem je prema anketi proglašen trećim MVP-em. S U21 reprezentacijom je osvojio prvenstvo srednje Amerike u svojem uzrastu. Budući da je na turniru bio prvi po broju postignutih koševa, asistencija i krađa, proglašen je MVP prvenstva. Njegov posljednji nastup za U21 reprezentaciju bio je na Svjetskom U21 prvenstvu na kojem je bio četvrti najbolji strijelac s prosjekom od 17,6 koševa i 7,3 asistencije po utakmici. Portoriko je na kraju završio turnir na sedmom mjestu.
U srpnju 2006. igrač je debitirao za seniorsku reprezentaciju na Prvenstvu srednje Amerike i Kariba na kojem je Portoriko osvojio zlato. Reprezentacija je na prvenstvu ostala neporažena sa šest pobjeda a Barea je u finalnoj utakmici protiv Paname postigao odlučujuću tricu 14 sekundi prije kraja. Također, igrač je proglašen za MVP prvenstva.
Na Pan američkim igrama 2007. Barea je igrao kao standardni igrač na poziciji razigravača a reprezentacija Portorika je tada osvojila srebrnu medalju. Iste godine igrač je s reprezentacijom bio treći na prvenstvu FIBA America. 2008. Barea je s Portorikom sudjelovao u nizu pripremnih turnira preko kojih se reprezentacija pripremala za olimpijske kvalifikacije. U tim turnirima Barea je nastupao kao igrač prve petorke. Olimpijske kvalifikacije su započele 14. srpnja 2008. a Barea je nastupao kao zamjena za Carlosa Arroya. Portoriko se nije uspio kvalificirati a Barea je imao prosjek od 12,4 koševa, 2,2 asistencije te 3,2 skoka po utakmici.
Barea je nastavio igrati kao rezervni igrač za Portoriko na CentroBasket turniru 2008. te je na putu do finala Barea s Portorikom pobjeđivao Panamu (31 koš) te Dominikansku Republiku (30 koševa). Na posljednje dvije utakmice turnira Barea je započinjao u početnom sastavu te je Portoriko u konačnici osvojio zlato pobijedivši u finalu Američke Djevičanske Otoke. Na kraju utakmice Barea je primio nagradu za MVP turnira.
2009. su Dallas Mavericksi zabranili Barei da nastupi na FIBA Americas jer je igrač operirao lijevo rame tijekom post-sezone. José Juan Barea se vratio u portorikansku reprezentacju na CentroBasketu 2010. te je ponovo s Portorikom osvojio zlato. Igrač je na tom turniru imao prosjek od 13,8 koševa po utamici te je bio vodeći po broju asistencija (7,0) zbog čega je uvršten u All-Star momčad turnira.

## NBA statistika

### Regularni dio
| Godina    | Klub      | Odig. uta. | Uta. poč. | Min. | 2P%  | 3P%  | Sl. bac.% | Skok. | Asist. | Ukr. lop. | Blok. | Koševa |
| --------- | --------- | ---------- | --------- | ---- | ---- | ---- | --------- | ----- | ------ | --------- | ----- | ------ |
| 2006./07. | Dallas    | 33         | 1         | 5.8  | .359 | .286 | .667      | .8    | .7     | .0        | .0    | 2.4    |
| 2007./08. | Dallas    | 44         | 9         | 10.5 | .418 | .389 | .800      | 1.1   | 1.3    | .3        | .0    | 4.3    |
| 2008./09. | Dallas    | 79         | 15        | 20.3 | .442 | .357 | .753      | 2.2   | 3.4    | .5        | .1    | 7.8    |
| 2009./10. | Dallas    | 78         | 18        | 19.8 | .440 | .357 | .844      | 1.9   | 3.3    | .4        | .1    | 7.6    |
| 2010./11. | Dallas    | 81         | 2         | 20.6 | .439 | .349 | .847      | 2.0   | 3.9    | .4        | .0    | 9.5    |
| 2011./12. | Minnesota | 41         | 11        | 25.2 | .400 | .371 | .776      | 2.8   | 5.7    | .5        | .0    | 11.3   |
| 2012./13. | Minnesota | 74         | 2         | 23.1 | .417 | .346 | .784      | 2.8   | 4.0    | .4        | .0    | 11.3   |
| 2013./14. | Minnesota | 79         | 1         | 18.6 | .387 | .347 | .790      | 1.9   | 3.8    | .3        | .0    | 8.4    |
| 2014./15. | Dallas    | 77         | 10        | 17.7 | .420 | .323 | .809      | 1.7   | 3.4    | .4        | .0    | 7.5    |
| Ukupno    |           | 586        | 69        | 18.8 | .419 | .345 | .799      | 2.0   | 3.4    | .4        | .0    | 8.2    |

### Doigravanje
| Godina    | Klub   | Odig. uta. | Uta. poč. | Min. | 2P%  | 3P%   | Sl. bac.% | Skok. | Asist. | Ukr. lop. | Blok. | Koševa |
| --------- | ------ | ---------- | --------- | ---- | ---- | ----- | --------- | ----- | ------ | --------- | ----- | ------ |
| 2006./07. | Dallas | 2          | 0         | 2.0  | .000 | .000  | .000      | .0    | .0     | .0        | .0    | .0     |
| 2007./08. | Dallas | 1          | 0         | 5.0  | .750 | 1.000 | .000      | .0    | 1.0    | .0        | .0    | 8.0    |
| 2008./09. | Dallas | 10         | 4         | 22.1 | .437 | .313  | .692      | 2.0   | 3.4    | .3        | .0    | 7.6    |
| 2009./10. | Dallas | 6          | 0         | 17.5 | .405 | .400  | .333      | 2.0   | 2.5    | .3        | .2    | 5.8    |
| 2010./11. | Dallas | 21         | 3         | 18.6 | .419 | .320  | .794      | 1.9   | 3.4    | .3        | .0    | 8.9    |
| Ukupno    |        | 40         | 7         | 18.1 | .426 | .346  | .712      | 1.8   | 3.0    | .3        | .0    | 7.7    |

## Vanjske poveznice
- Košarkaševa službena web stranica
- Profil košarkaša na NBA.com
- Basketball-reference.com  Arhivirana inačica izvorne stranice od 22. travnja 2009. (Wayback Machine)
- Profil igrača u sklopu Ljetne NBA lige u Las Vegasu